# フラノース
フラノース（Furanose）はフラン様の五員環を持った糖の総称である。

## 構造の特徴
フラノース環は、アルドテトロース、アルドペントースの環状ヘミアセタールまたはケトヘキソースの環状ヘミケタールである。
フラノース環は4つの炭素原子と1つの酸素原子を頂点に持ち、酸素の右側の1つの炭素はアノマーとなっている。最も番号の大きいキラル炭素（ハース投影式では通常酸素の左にくる）の向きによって、D体かL体かが決まる。L体のフラノースでは、最も番号の大きいキラル炭素の置換基は下向きであるのに対して、D体のフラノースではこれが上向きである。
またフラノース環には、アノマー炭素の水酸基の向きによって、α型とβ型がある。D体のフラノースでは、α型の水酸基は下向きであるのに対して、β型の水酸基は上を向いている。L体ではこの上下が逆になっている。通常、アノマー炭素は水溶液の中では変旋光を起こし、α型とβ型は常に移り変わりながら平衡状態を取る。

## 主なフラノース

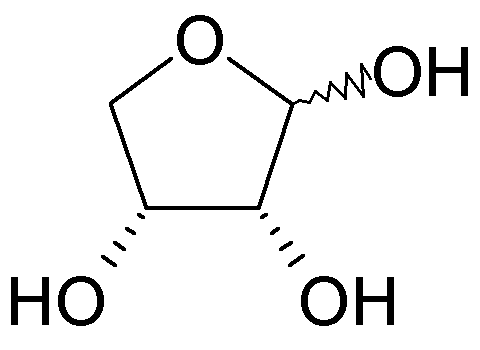
エリトロフラノース
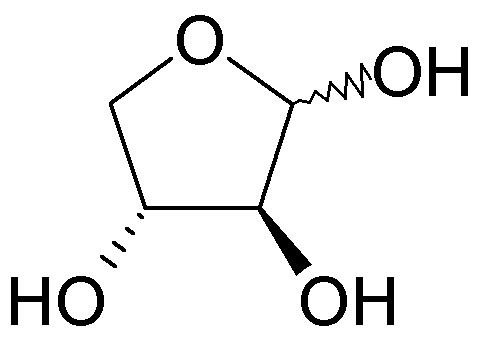
トレオフラノース
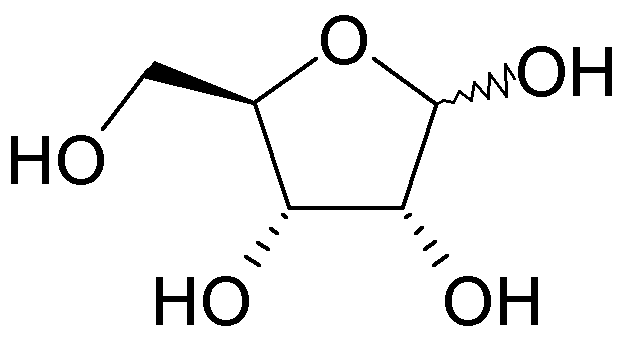
リボフラノース
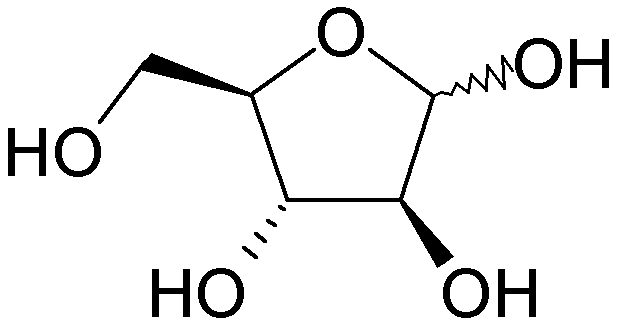
アラビノフラノース
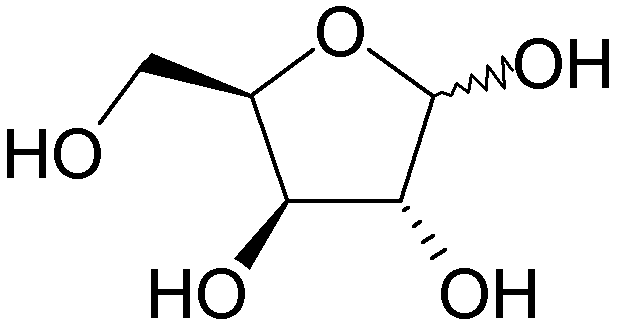
キシロフラノース
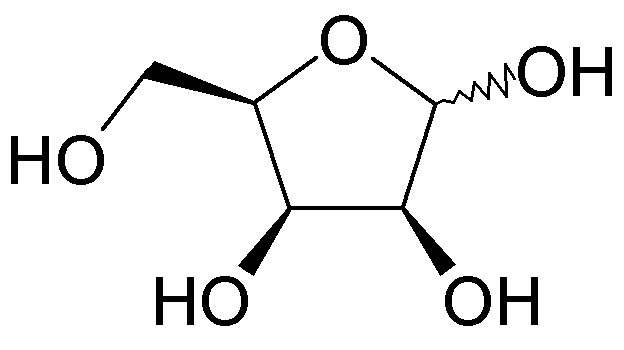
リキソフラノース